# Rabindranath Tagore
Rabindranath Thakur (en bengalí রবীন্দ্রনাথ ঠাকুর ), más conocido por la versión anglicanizada de su apellido como Rabindranath Tagore (Calcuta, 7 de mayo de 1861-Calcuta, 7 de agosto de 1941), fue un polímata bengalí, poeta filósofo del movimiento Brahmo Samaj (posteriormente convertido al hinduismo), reformista social, pintor, dramaturgo, músico, novelista y letrista del Renacimiento bengalí.  Tagore reformó la literatura y la música bengalíes, así como el arte indio con un modernismo contextual a finales del  siglo XIX y comienzos del XX, que introdujo nuevas formas de prosa y verso, así como el uso del lenguaje coloquial, en la literatura bengalí, liberándola así de los modelos tradicionales basados en el sánscrito clásico. Tuvo una gran influencia en la introducción de la cultura india en Occidente y viceversa, y se le considera generalmente el artista creativo más destacado de la India de principios del siglo XX. Es particularmente recordado por su colección de poemas Gitanjali. Tagore fue premiado con el Premio Nobel de Literatura en 1913, convirtiéndose así en el primer laureado no europeo en obtener este reconocimiento, y también en el primer letrista en ganarlo. Conocido como «el bardo de Bengala», Tagore era conocido con los apodos de Gurudeb («mentor divino»), Kobiguru («poeta del mundo») o Biswokobi («gran poeta»).
Tagore revolucionó la literatura bengalí con obras tales como El hogar y el mundo y Gitanjali. Extendió el amplio arte bengalí con multitud de poemas, historias cortas, cartas, ensayos y pinturas. Fue también un sabio y reformador cultural que modernizó el arte bengalí desafiando las severas críticas que hasta entonces lo vinculaban a unas formas clasicistas. Dos de sus canciones son ahora los himnos nacionales de Bangladés y la India: el Amar Shonar Bangla y el Jana-Gana-Mana.
Tagore, quien desde muy pronto estuvo en contacto con la sociedad y la cultura europeas, «se convirtió a todos los efectos en uno de los observadores más lúcidos y en uno de los críticos más severos de la europeización de la India».

## Biografía

### Primeros años
Tagore nació en Jorasanko (Calcuta), hijo de Debendranath Tagore y de Sarada Ravat. Debendranath Tagore formuló la fe Brahmo propagada por su amigo, el rajá reformador Rammohun Roy. Debendranath se convirtió en la figura central de la sociedad Brahmo después de la muerte de Roy, a quien respetuosamente se le trataba de maharishi por parte de sus seguidores. Continuó liderando el Adi Brahmo Shomaj hasta su muerte.
Tagore fue el menor de catorce hijos. De niño, vivió en una atmósfera de publicación de revistas literarias y de representaciones musicales y de teatro. De hecho, los Tagore de Jorasanko eran el centro de un extenso grupo social amante del arte. El hermano mayor de Tagore, Dwijendranath, era un respetado poeta y filósofo. Otro de los hermanos, Satyendranath, fue el primer miembro de etnia india admitido en el elitista y antiguamente formado solo por blancos Servicio civil indio. Además, otro hermano, Jyotirindranath Tagore, era un músico de talento, compositor y autor de obras. Entre sus hermanas, Swarna Kumari Devi se ganó fama como novelista por su propio derecho. La esposa de Jyotirindranath, Kadambari, que tenía casi la misma edad que Tagore, fue una querida amiga y tuvo una poderosa influencia sobre él. Su abrupto suicidio en 1884 le dejó fuera de lugar durante varios años y marcó profundamente el timbre emocional de la vida literaria de Tagore.
En 1878, Tagore viajó a Brighton en Inglaterra para estudiar en un colegio privado. Más tarde, estudió en el University College de Londres. Sin embargo, no terminó sus estudios y dejó Inglaterra después de una estancia de un año. Esta exposición a la cultura inglesa y a su lengua se filtraría en sus primeros escarceos con la tradición de la música bengalí para crear nuevas formas de música. A pesar de eso, Tagore no abrazó nunca completamente las rígidas normas inglesas ni la estricta interpretación de la tradicional religión hindú por parte de su familia en su vida o en su arte, eligiendo en su lugar tomar lo mejor de ambas esferas de experiencia.

### Vida en Shelaidaha
En el 9 de diciembre de 1883 Tagore se casó con Mrinalini Devi cuando ella tenía aproximadamente 10 años. La pareja tuvo dos hijos (Amir Tagore, Harun Tagore Ravat) y tres hijas, varios de los cuales murieron en sus primeros años. Por esa época, se había convertido en el centro de atención del mundo literario con varias obras, incluyendo un poema largo adaptado al estilo Maithili del que fue pionero Vidyapati, que a su vez reclamaba que pertenecía al poeta perdido llamado Bhanu Simha. Su reputación se consolidó con recopilaciones como Sandhya Sangit (1882), que incluye el famoso poema Nirjharer Svapnabhanga (El grito de la cascada).
En 1890 Tagore se marchó a gestionar las propiedades familiares en Shilaidaha, una región estuaria situada en el actual Bangladés, donde vivió en una casa-barco sobre el sistema tributario del río Padma. Trabajos de este periodo tales como Sonar Tari (1894), Chitra (1892) y Katha O Kahini (1900), terminaron de mostrarle como poeta. Además, estaba ganándose también una reputación como ensayista, escritor de obras y de historias cortas, reflejando la vida del pueblo que veía a su alrededor, haciéndole obtener considerables elogios.

### Vida en Santiniketan
En 1901 Tagore dejó Shilaidaha y se trasladó a Santiniketan en Bengala Occidental, donde puso en funcionamiento una escuela experimental. Su padre le había dejado propiedades en este lugar. Esta escuela, establecida según la tradicional estructura brahmacharya de los estudiantes viviendo junto a su gurú en una comunidad autosuficiente, fue un imán para grupos internacionales de talentosos estudiantes, artistas, lingüistas y músicos. Tagore dedicó prodigiosas cantidades de energía a obtener fondos para esta escuela (utilizando por ejemplo lo ganado en el Nobel). Hoy en día la institución es conocida como Universidad Visva Bharati (বিশ্বভারতী, 'India en el mundo'), bajo el control del gobierno indio.
Continuó escribiendo, con obras tales como Naivedya (1901) y Kheya (1906), que fueron publicadas durante ese periodo. Desafortunadamente, su mujer murió, y también lo hicieron una de sus hijas más queridas y un hijo, dejándole destrozado. Por ese entonces, ya tenía un amplio número de seguidores entre los lectores bengalíes. También se llevaron a cabo algunas traducciones de sus obras, pero eran a menudo de mediocre calidad.

### Viajes al extranjero

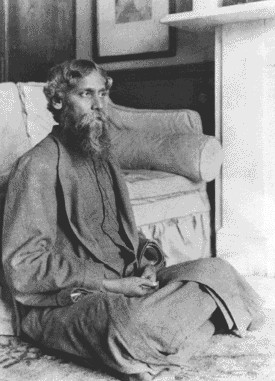
Tagore en 1912 en Inglaterra

En respuesta a algunos admiradores ingleses, tales como el pintor William Rothenstein, Tagore comenzó a traducir algunos de sus poemas en verso libre. En 1912, marchó a Inglaterra llevando con él un puñado de sus traducciones. En las conferencias que allí dio, estos poemas conmovieron a varios ingleses, más notablemente al poeta anglo-irlandés W. B. Yeats y al misionero inglés Charles F. Andrews (protegido de Gandhi).
Yeats escribiría posteriormente el prefacio a la versión inglesa de Gitanjali, y Andrews pasó con él un breve periodo en la India. El Gitanjali en su versión inglesa fue posteriormente publicado por la Sociedad India con un deslumbrante prólogo de Yeats. En noviembre de ese mismo año se sorprendió al serle concedido el premio Nobel de literatura, por un conjunto relativamente escaso de obras traducidas, cuyo centro era el Gitanjali'.

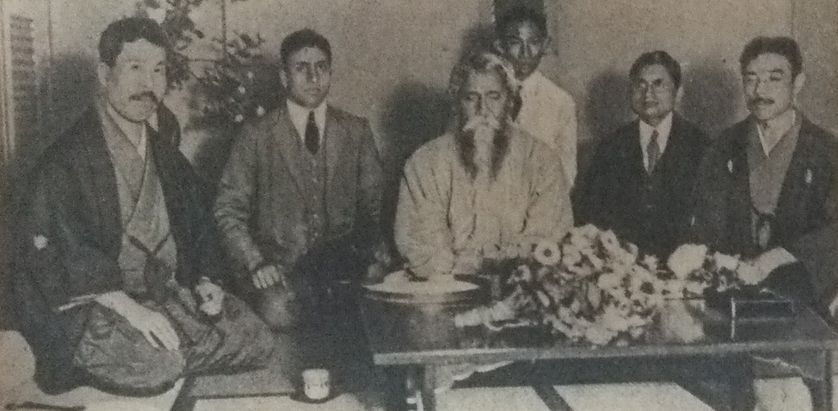
Tagore en Japón en 1916

Su creciente prestigio le permitió viajar por todo el mundo impartiendo conferencias, lo que le facilitó el contacto con numerosos intelectuales de la época y enriqueció muchísimo su visión del mundo y sus escritos.
Junto con Charles F. Andrews y W.W.Pearson, Tagore se embarcó en 1916 en un circuito de conferencias que le llevó a Japón y los Estados Unidos. Sus traducciones se multiplican. Durante un descanso de cuatro meses en Japón, Tagore escribió «De camino a Japón» y «En Japón», que fueron recogidos posteriormente en el libro Japanyatri. Durante este viaje, Tagore denunció el chovinismo nacionalista y los nacionalismos beligerantes de forma mundial, incluyendo el de los propios japoneses y estadounidenses.
También sería autor del ensayo Nacionalismo en la India, enfocando el tema desde el punto de vista de su tierra natal. Esta posición le hizo recibir muchas críticas, aunque también le hizo ganar los elogios de pacifistas como Romain Rolland.
Las labores de Tagore como asistente y mentor en Shantiniketan le tuvieron ocupado durante los siguientes años, dando clases por la mañana y elaborando personalmente los libros de texto de los alumnos durante las tardes.

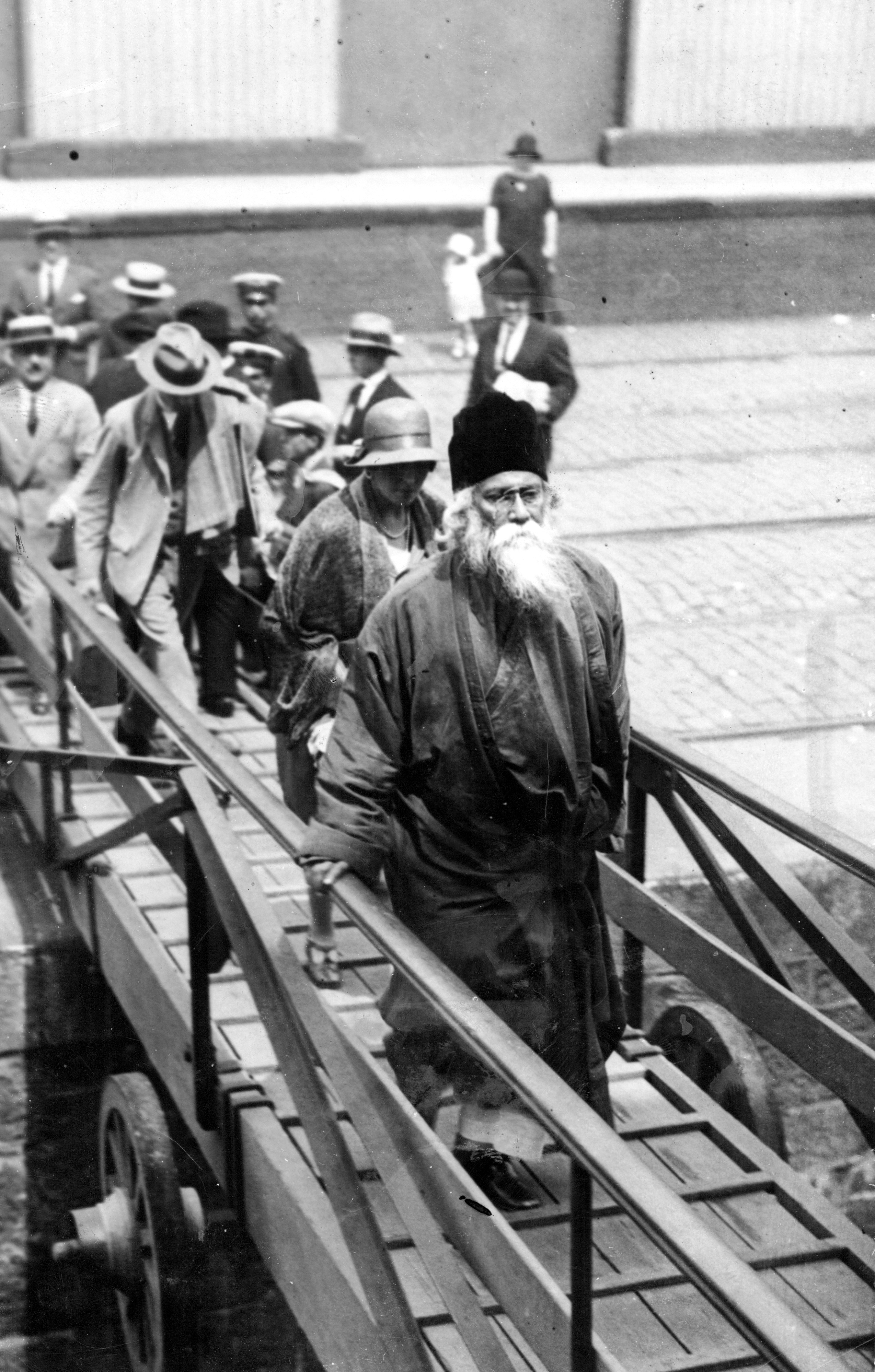
Tagore en su paso por Buenos Aires en 1924.

Durante un viaje frustrado al Perú, debe pasar el verano de 1924 en Argentina. La escritora Victoria Ocampo le dará alojamiento, visitándola frecuentemente en el actual museo Villa Ocampo. En 1925, viaja a Italia, luego a Suiza, Austria, Checoslovaquia, Hungría, Rumanía, Yugoslavia, Bulgaria y Grecia. Pasa a Egipto, salta a Rusia y Canadá, antes de volver a Inglaterra. En 1927, Tagore junto con dos compañeros se embarcó en un tour de cuatro meses por el sureste asiático, visitando lugares tales como Bali, Java, Kuala Lumpur, Malaca, Penang, Siam y Singapur. Los diarios de viaje que escribió durante este tiempo fueron recopilados en su obra Jatri. En abril de 1932 Tagore fue invitado a ser huésped del sah iraní Mohammad Reza Pahlevi.
Tagore escribió varias canciones apoyando el movimiento indio de independencia. Tras la masacre de Amritsar en 1919, en señal de protesta, rechazó el título de caballero de la Orden del Imperio Británico que anteriormente le había concedido Jorge V en 1915. Su sentimiento profundo era que la nación solamente podía ser despertada por medio de la educación para todas las personas. Estos puntos de vista se reflejaron en su escuela de Shantiniketan.

### Contactos con intelectuales

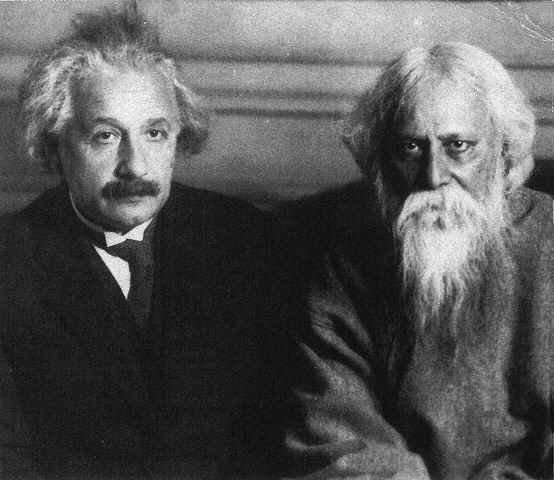
Tagore con Einstein en 1930 en Berlín.

A lo largo de su vida, Tagore mantuvo múltiples contactos con otros intelectuales de su tiempo, incluyendo a Henri Bergson, Albert Einstein, Robert Frost, Mahatma Gandhi, Thomas Mann, George Bernard Shaw, Victoria Ocampo, H. G. Wells y Romain Rolland.
Juan Ramón Jiménez y Zenobia Camprubí (esta dominaba el inglés, por su familia bilingüe de Puerto Rico) empezaron a traducir a Tagore del inglés en 1915, con La luna nueva y El jardinero; y prosiguieron esa tarea abundantemente, tanto con su teatro y su poesía como con su prosa. Fue una verdadera recreación, que tuvo enorme eco en los escritores de lengua española de todo el mundo. Se sabe por el archivo de Juan Ramón Jiménez que hubo un proyecto de viaje de Tagore y su hijo en abril de 1921, con un recorrido por los alrededores de Madrid (o acaso Andalucía) y una fiesta en la Residencia de Estudiantes, con intervención de Federico García Lorca. Finalmente, el poeta se refugió en su Santineketan.
Particularmente famoso fue el encuentro Tagore-Einstein que tuvo lugar en el hogar de Einstein en Caputh (localidad cercana a Potsdam) el 14 de julio de 1930; la segunda parte de la conversación fue cuando Einstein visitó a Tagore en la casa de un amigo común, el Dr. Mendel. Discutieron sobre una amplia variedad de temas incluyendo la epistemología, ontología, teoría musical y creatividad.
En su viaje hacia Perú, contrajo una enfermedad que lo obligó a hacer reposo en Argentina durante dos meses en 1924. Allí conoce a la escritora argentina Victoria Ocampo, con quien entablaría una gran amistad. Ella le pagaría su estadía en Buenos Aires, en la quinta Miralrío, los dos meses que él estuvo en reposo. En su estadía, él escribió un poema de amor para Victoria que el bengalí la título "Puravi", en un volumen dedicado a "Vijaya", como él cariñosamente la llamaba. Antes de morir, el compuso otro poema hacia ella, contando la admiración de ser una mujer transgresora para la época. En 1930, se volvieron a ver, ya que Ocampo, organizó una exhibición en París, con los extraños dibujos que Tagore componía en sus manuscritos.
Comenzó a pintar a los sesenta años, realizando varias y exitosas muestras de su arte en gran parte de Europa. Murió en su Jorasanko el 7 de agosto de 1941, un día que aún es recordado en actos públicos dentro del mundo de habla bengalí.
Estas influencias le sirvieron de base para declarar un pensamiento célebre y significativo, tal como se recoge en la siguiente frase:

“Convertid un árbol en leña y podrá arder para vosotros; pero ya no producirá flores ni frutos.” 

## Literatura

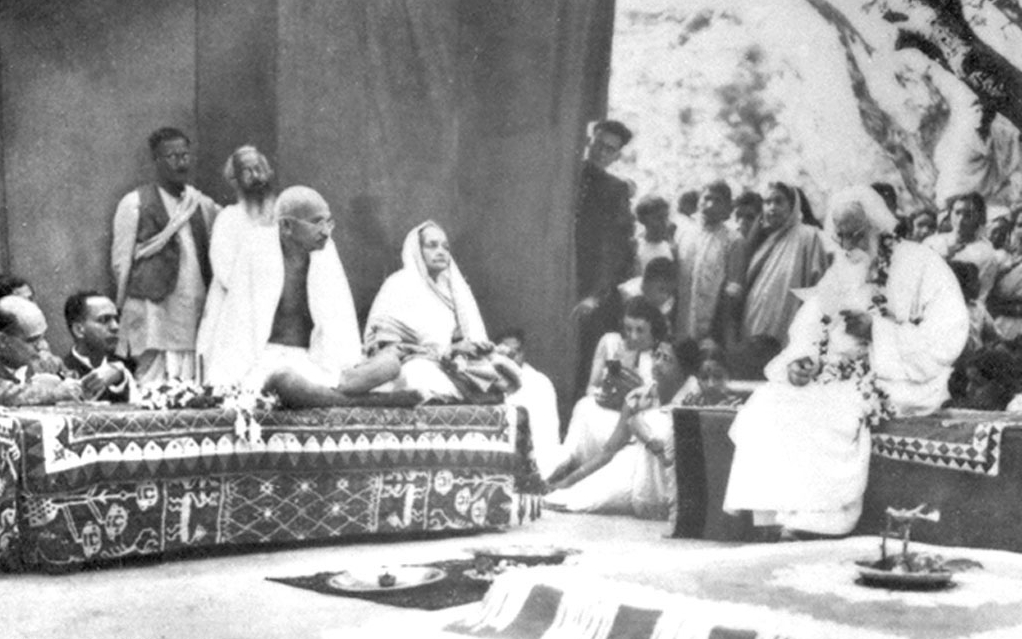
Tagore hace de anfitrión de Mahatma Gandhi y de su mujer Kasturba en Santiniketan en 1940.

La poesía domina la reputación literaria de Tagore, pero también escribió novelas, ensayos, historias cortas, diarios de viaje y teatro. Suman casi un centenar de libros. También escribió numerosas canciones que compuso en su integridad él mismo.

### Prosa
De la prosa de Tagore, quizás las obras que se tienen más en consideración son sus cuentos cortos. Se le atribuye la introducción de este género en la literatura bengalí. Sus cuentos cortos están escritos en una prosa rítmica, a menudo incluso poética, y cuya principal temática son las vidas de la gente corriente. Tagore comenzó a escribir cuentos cortos cuando apenas tenía dieciséis años, en 1877, comenzando con Bhikharini (La mendiga). Los cuatro años entre 1891-1895 son definidos por los historiadores como el periodo "Sadhana" de Tagore (nombrado uno de los magazines de Tagore). El fruto principal de este periodo forma cerca de la mitad de los cuentos en los tres volúmenes del Galpaguchchha, que es una colección de 84 relatos. Tagore solía asociar sus primeros cuentos (como lo son los del periodo "Sadhana") con una exuberante vitalidad y espontaneidad; estas características estaban íntimamente relacionadas con la vida de Tagore en los pueblos de, entre otros, Patisar, Shajadpur, y Shilaida mientras gestionaba las amplias propiedades familiares.

### Poesía
El estilo de la poesía de Tagore oscila entre el formalismo clásico y la comicidad. Tiene sus raíces en la tradición de los poetas vishnues de los siglos xv y xvi. Tagore estuvo profundamente marcado por el misticismo de los autores de los Upanisads, como Vyasa, así como por el del filósofo bhakti-sufí Kabir y el del poeta Ramprasad Sen. Sin embargo, su obra poética más madura e innovadora se manifestó con el contacto con la música folclórica de la Bengala rural, especialmente con las baladas místicas de los bauls como las del bardo Lalon. Estas canciones, redescubiertas y popularizadas por Tagore, incluyen himnos kartābhajā del siglo XIX que celebran la divinidad interior y denuncian la ortodoxia religiosa y social burguesa.
Durante el periodo Shilaidaha sus poemas adquirieron un tono lírico, expresándose a través del manush maner ("el hombre del coro") de los bauls o meditando sobre el devata jivan (el Dios viviente interior), representación que ilustra la investigación de una relación con Dios a través de la atracción de la naturaleza y de la interacción emocional del drama humano. Tagore aplicó esta técnica en sus obras Bhānusiṃha (que explican la historia de amor entre Radha y Krishna), poemas que reescribió varias veces a lo largo de setenta años.
En la década de 1930, Tagore respondió a la repentina aparición del modernismo y el realismo en la literatura bengalí componiendo obras experimentales; estas incluyen por ejemplo África y Camalia, que son sus dos poemas tardíos más famosos. A veces escribió utilizando la Shadhu Bhasha (una forma literaria bengalí próxima del sánscrito); más adelante, sin embargo, utilizó el Cholti Bhasha, una forma más popular.
De entre sus obras más notables se pueden citar Manasi, Sonar Torio ('El barco de oro'), Balaka ('Gansos salvajes' - una metáfora sobre las almas migrantes) y Purobi. El poema más famoso del Sonar Torio, que tiene por tema la naturaleza efímera de la vida y del éxito, acaba con los versos শূন্*য নদীর তীরে রহিনু পড়*ি / যাহা ছিল লয়*ে গেল সোনার তরী ('*hunno nodir echo rohinu poŗi / Jaha chhilo loe gêlo shonar torio' - 'Todo lo que había hecho se fue con el barco de oro / y yo me quedé atrás'). A nivel internacional, la obra más famosa de Tagore es *Gitanjali (গীতাঞ্*জলি), que fue la que le permitió ganar el premio Nobel de Literatura.

### Obra seleccionada
| * মানসী       | Manasi           | (The Ideal One)              | 1890 |
| * সোনার তরী    | Sonar Tari       | (The Golden Boat)            | 1894 |
| * গীতাঞ্জলি     | Gitanjali        | (Ofrenda de cánticos)        | 1910 |
| * গীতিমাল্য     | Gitimalya        | (Wreath of Songs)            | 1914 |
| * বলাকা       | Balaka           | (The Flight of Cranes)       | 1916 |
| Teatro      |                  |                              |      |
| * বাল্মিকী প্রতিভা | Valmiki Pratibha | (The Genius of Valmiki)      | 1881 |
| * বিসর্জন     | Visarjan         | (El sacrificio)              | 1890 |
| * রাজা        | Raja             | (El Rey de la cámara oscura) | 1910 |
| * ডাকঘর      | Dak Ghar         | (El correo)                  | 1912 |
| * অচলায়তন    | Achalayatan      | (El inamovible)              | 1912 |
| * মুক্তধারা     | Muktadhara       | (El salto de agua)           | 1922 |
| * রক্তকরবী    | Raktakaravi      | (Red Oleanders)              | 1926 |
| Ficción     |                  |                              |      |
| * নষ্টনীড়     | Nastanirh        | (The Broken Nest)            | 1901 |
| * গোরা        | Gora             | (Fair-Faced)                 | 1910 |
| * ঘরে বাইরে    | Ghare Baire      | (El hogar y el mundo)        | 1916 |
| * যোগাযোগ      | Yogayog          | (Crosscurrents)              | 1929 |
| Memorias    |                  |                              |      |
| * জীবনস্মৃতি    | Jivansmriti      | (My Reminiscences)           | 1912 |
| * ছেলেবেলা      | Chhelebela       | (My Boyhood Days)            | 1940 |

## Política

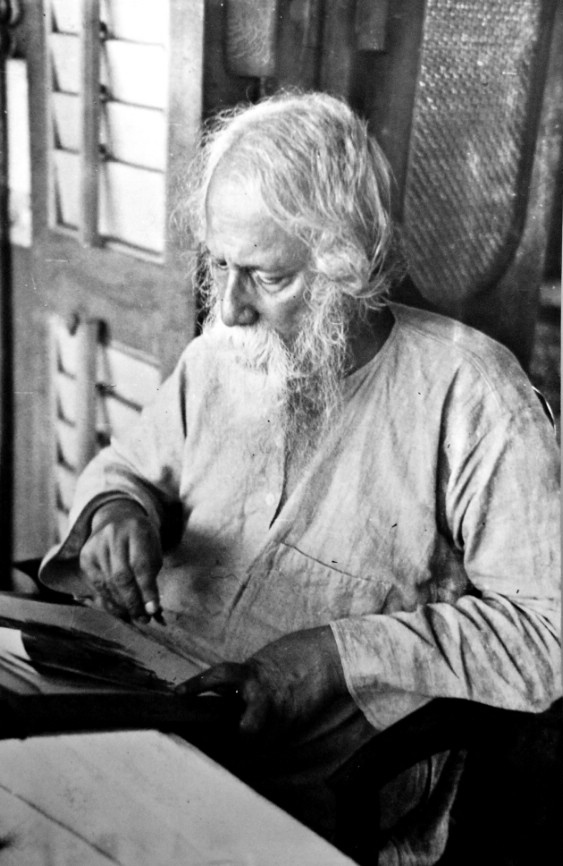
Tagore leyendo

En la formación de su pensamiento político fueron cruciales los diez años (1891-1901) que pasó viviendo en el campo bengalí, durante los cuales, como ha destacado el ensayista indio Pankaj Mishra, «quedó convencido para el resto de su vida de la superioridad moral de la civilización preindustrial sobre la cultura mecanizada moderna» y de que «la autorrealización de la India debía comenzar en sus aldeas». Estas ideas las expuso por primera vez en La civilización oriental y occidental, una obra publicada en 1901, precisamente el mismo año en que fundó la famosa escuela experimental de Santiniketan. En esta obra denunció a Occidente que «se alimenta de los recursos de otros pueblos, e intenta engullir la totalidad de su futuro».
Tagore veía la liberación de la India dentro del contexto asiático y en 1902 escribió:

Cuanto más encarnizado se vuelve nuestro conflicto con el extranjero, mayor es nuestra ansia de comprendernos y realizarnos a nosotros mismos. Sabemos que no somos los únicos. El conflicto con Europa está despertando a toda la Asia civilizada. Hoy Asia está decidida a autorrealizarse de forma consciente, y a partir de ahí con energía. Ha comprendido: «conócete a ti mismo», ése es el camino a la libertad. La destrucción está en imitar a los demás.

Por eso cuando en 1905 se conoció la victoria de Japón sobre Rusia en la guerra ruso-japonesa, Tagore, como otros intelectuales asiáticos, la celebró como una victoria de toda Asia y organizó un desfile con sus alumnos de la escuela de Santiniketan. Además escribió un poema de homenaje a Japón, en el que también hacía referencia a que el budismo había sido llevado allí desde la India:

Vestidos con túnicas de color azafrán, los Maestros de la religión [dharma]
fueron a vuestro país a enseñar.
Hoy acudimos a vuestra puerta como discípulos,
para aprender las enseñanzas de la acción [karma].

Por otro lado, en ese mismo año de 1905 se unió al movimiento Swadeshi que se oponía al proyecto presentado por el virrey de la India lord Curzon de dividir en dos Bengala. Tagore compuso entonces dos canciones que posteriormente se convirtieron en los himnos nacionales de la India y de Bangladés.

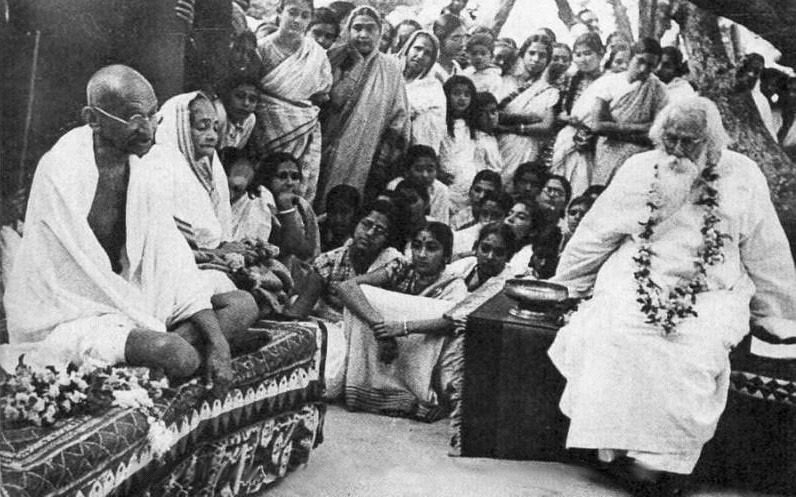
Tagore con Mahatma Gandhi y Kasturba Gandhi en Santiniketan en 1940.

Sin embargo, pronto se alejó del nacionalismo indio —y rechazó el recurso a la violencia preconizado por su sector más radical— porque no creía que «la construcción de una nación según el modelo europeo» fuera «el único tipo de civilización y la única meta del hombre» y porque, como dijo en 1917 durante un viaje a Estados Unidos, consideraba que el Estado Nación «es una maquinaria de comercio y de política que produce fardos de humanidad pulcramente comprimidos». En su lugar propugnaba, como el chino Kang Youwei, un cierto cosmopolitismo asiático. «La India nunca ha tenido un auténtico sentido del nacionalismo. […] Estoy convencido de que mis compatriotas conquistarán de verdad su India a base de luchar contra la educación que enseña que un país es más grande que los ideales de la humanidad», afirmó. En esto coincidió en gran medida con Gandhi, con quien mantuvo una larga y fructífera amistad, quien también criticaba la civilización moderna y su obsesión por el crecimiento económico y la soberanía política —Gandhi decía de los nacionalistas hindúes que querían «el dominio inglés sin el inglés»— y además «tanto Tagore como Gandhi condicionaban la regeneración nacional a la regeneración individual».
Gracias a la popularidad que alcanzó tras la obtención del Premio Nobel de Literatura en 1913, Tagore se convirtió en la mayor celebridad de Oriente y en su portavoz —y en cierta forma también en su profeta debido al aspecto de sabio que le confería su cabello y su larga barba blanca y su túnica—, en un momento en que muy pocas voces provenientes de Asia se escuchaban en Occidente.
Tagore viajó por todo el mundo difundiendo su crítica a la civilización occidental —en Nueva York en 1930 ante una selecta audiencia, entre la que se encontraba el futuro presidente Franklin D. Roosevelt, dijo que «la era actual pertenece a Occidente» pero «ustedes han explotado a los indefensos, y humillado a los desventurados»—, pero paradójicamente donde encontró mayor oposición fue en dos países asiáticos, en Japón y en China.

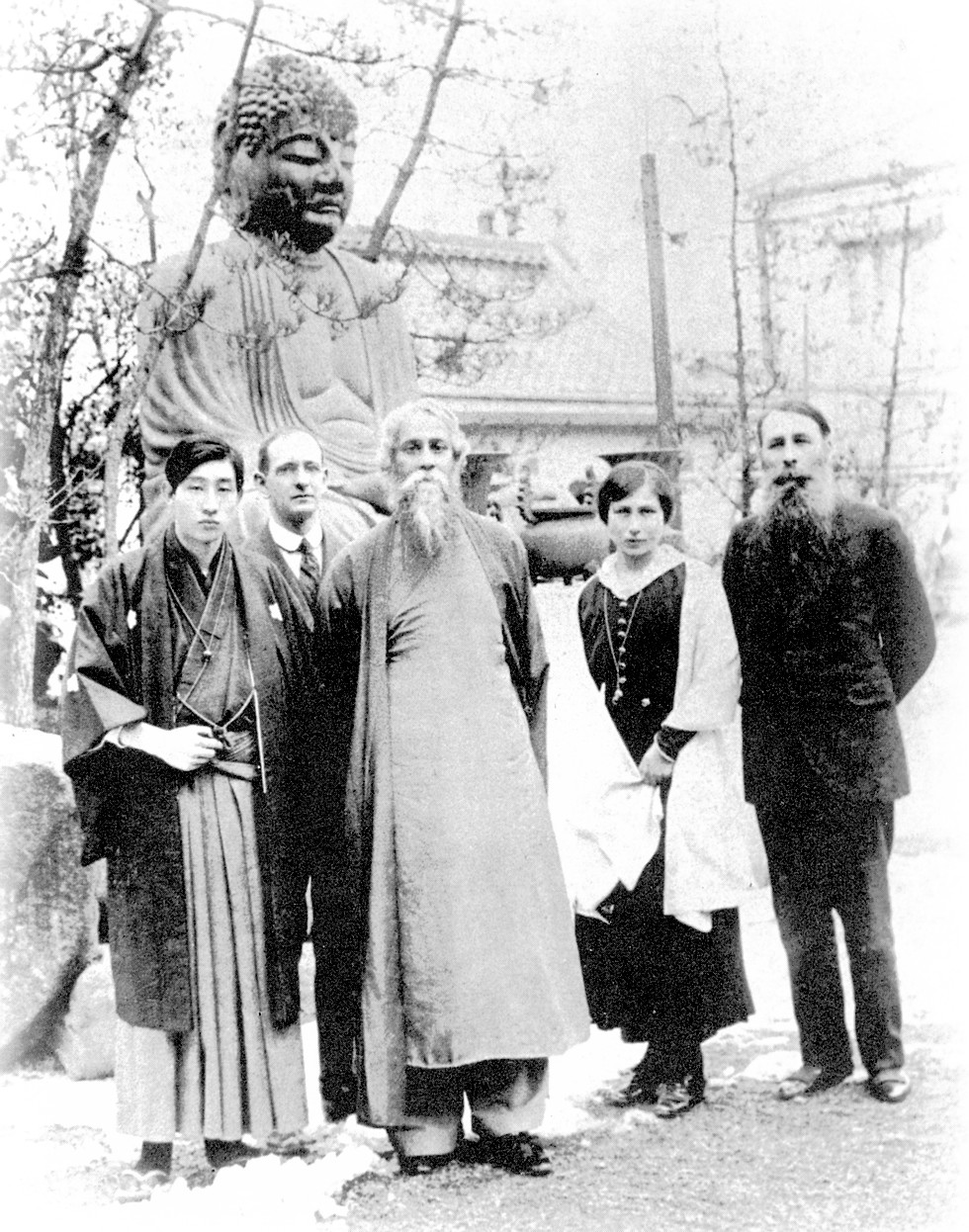
Tagore en Japón en 1916

En su primera visita a Japón en 1916 afirmó durante la recepción oficial, a la que asistía el primer ministro japonés, que «el Nuevo Japón es tan sólo una imitación de Occidente», lo que no gustó a sus anfitriones sobre todo viniendo de un indio, «un pueblo derrotado». También criticó el nacionalismo japonés: «La gente [en Japón] acepta esa esclavitud mental que lo invade todo con alegría y orgullo, debido a su deseo nervioso de convertirse en una máquina de poder, llamada Nación, y de emular a otras máquinas en su sofisticación colectiva», escribió. En su segunda visita, realizada en 1924, atacó de nuevo al nacionalismo, aduciendo como prueba la Primera Guerra Mundial en la que «la civilización materialista de Occidente, actuando de la mano de su fuerte nacionalismo, ha llegado al súmmum de la irracionalidad». Añadiendo a continuación: «Ahora, después de la guerra ¿no oyen ustedes por doquier las denuncias en contra de ese espíritu de la nación, de ese egoísmo colectivo del pueblo, que está endureciendo universalmente su corazón?». La ruptura definitiva se produjo en 1929 durante su tercera visita cuando Tagore recriminó a sus anfitriones, entre los que se encontraba el ultranacionalista Toyama Mitsuru, que Japón se estaba convirtiendo en una potencia imperialista según el «modelo occidental», subordinando los intereses de Asia a los intereses de Japón, como lo demostraban las brutalidades cometidas por los japoneses en Corea, ocupada por Japón desde 1910. «Ustedes se han contagiado con el virus imperialista europeo», le dijo Tagore a Toyama, y a pesar de que este intentó calmarlo, Tagore le dijo que jamás volvería a Japón, promesa que cumplió.

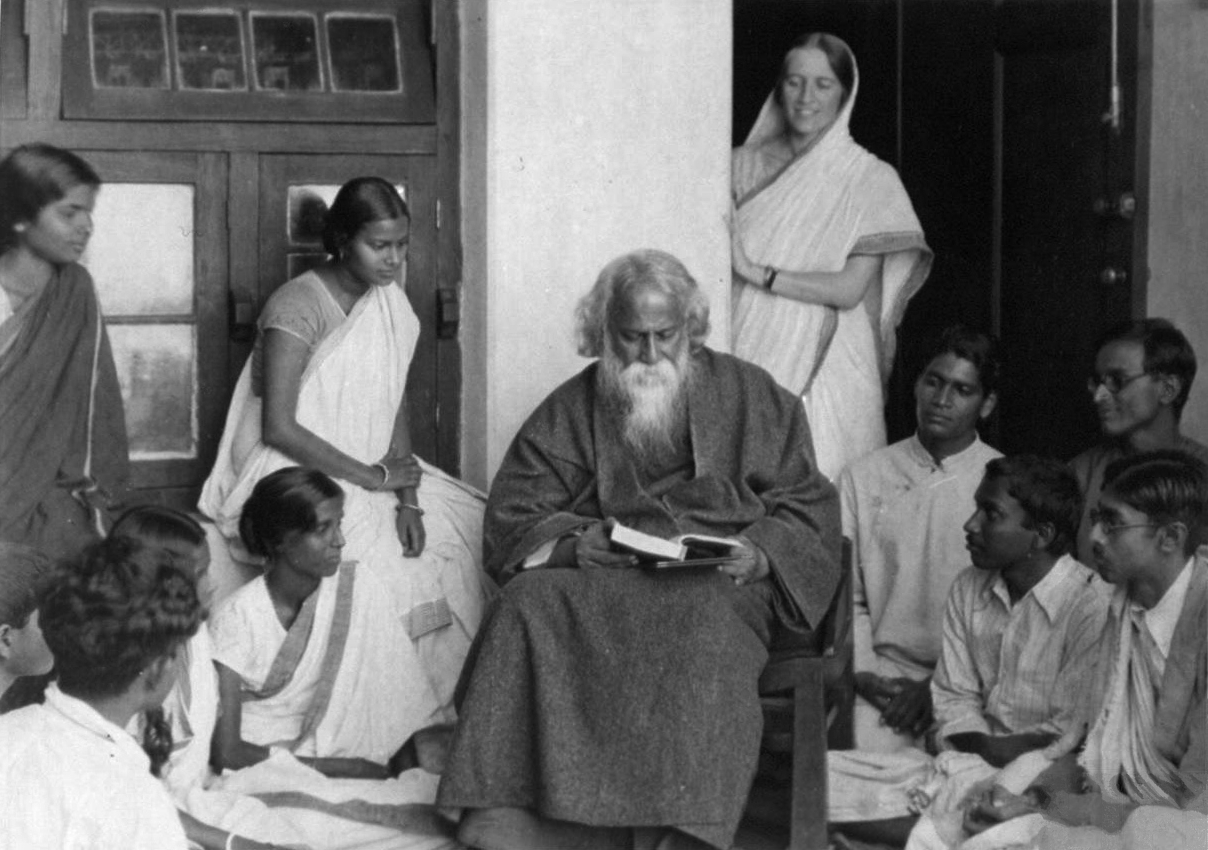
Tagore junto a sus discípulos en 1925

En China, sólo el anuncio hecho en 1923 de que al año siguiente viajaría allí desencadenó la polémica. La idea de una China convertida en una nación fuerte y decidida utilizando los métodos occidentales, defendida por la generación del  Movimiento Cuatro de Mayo, chocaba con el orientalismo de Tagore. Así lo expresó en un artículo el novelista Mao Dun: «Estamos decididos a no dar la bienvenida a Tagore que canta a voz en grito las alabanzas de la civilización oriental. Oprimidos como estamos por los militaristas desde dentro del país, y por los imperialistas desde fuera, no es momento de ensoñaciones». También fueron objeto de duros ataques los anfitriones de Tagore en China Liang Qichao y Zhang Junmai y su intérprete el poeta Xu Zhimo. Tagore pronunció conferencias y asistió a recepciones en Shanghái, Hangzhou,  Nankín y Hankou, pero fue en Pekín donde se produjeron los incidentes más graves, promovidos fundamentalmente por la campaña desplegada contra él por el Partido Comunista Chino —«Les prevenimos de que no se dejen indificar. A menos, claro está, que deseen que algún día sus ataúdes reposen en una tierra que está bajo la bota de una potencia extranjera», escribió Chen Duxiu—, y que finalmente le obligaron a cancelar toda la gira. En Pekín, Tagore denunció al Occidente «explotador», donde dijo que «nosotros los orientales, nunca hemos reverenciado a los generales que siembran la muerte, ni a los diplomáticos que reparten mentiras, sino a los líderes espirituales» y que «la fuerza física no es la más fuerte al fin y al cabo». Después elogió el budismo y el confucianismo como medio para cultivar una civilización «en su vida social basada en el alma humana». También atacó la democracia moderna porque a su juicio beneficiaba «exclusivamente a los plutócratas con diversos disfraces». Cuando se marchó el poeta comunista Qu Qiubai escribió: «Gracias, señor Tagore, pero en China ya hemos tenido demasiados Confucios y Mencios».

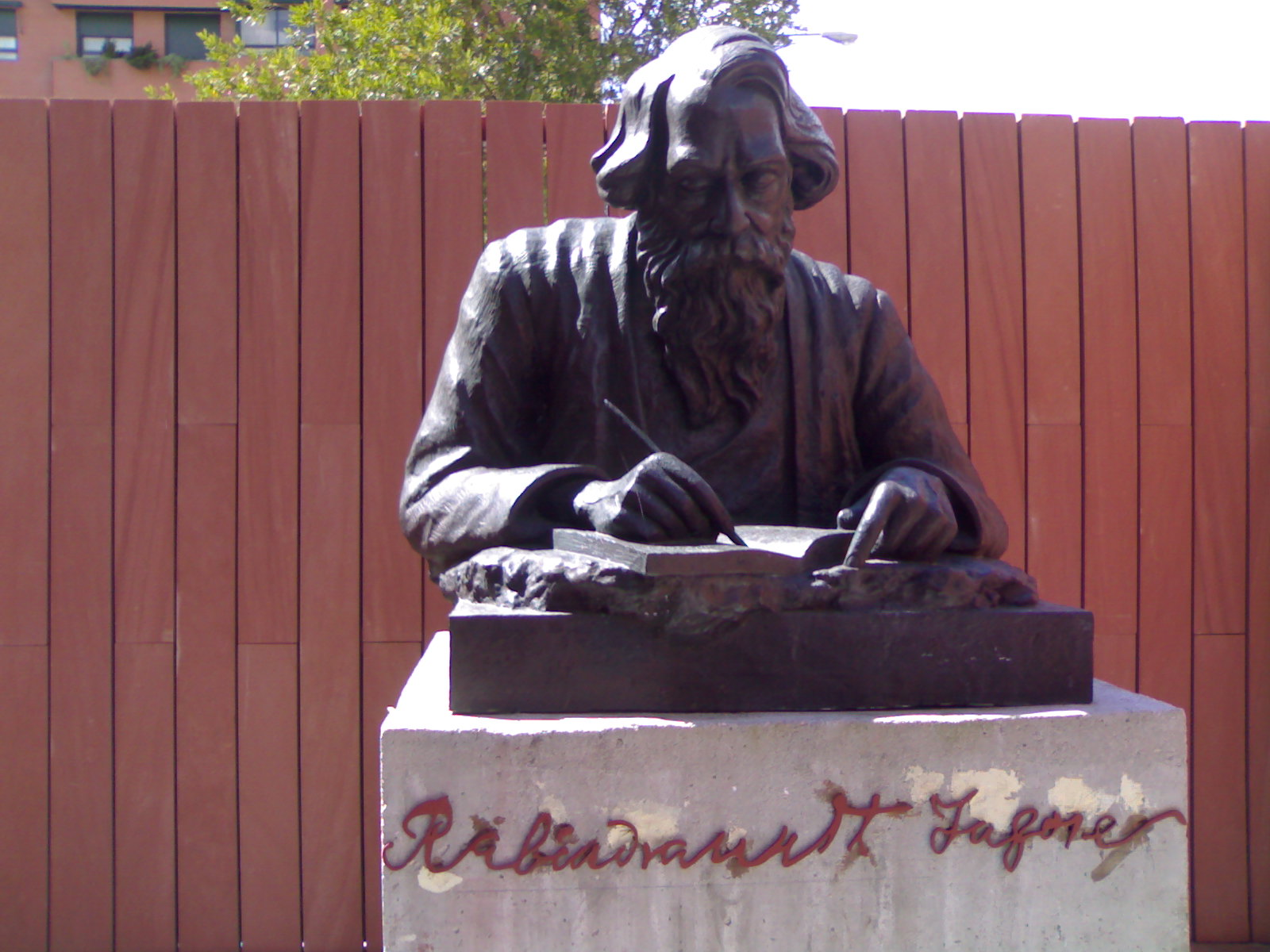
Estatua de Rabindranath Tagore en la Casa de la India de Valladolid

En 1935 el poeta japonés Noguchi Yonejirō, viejo amigo suyo, le escribió para pedirle su apoyo a la guerra de Japón en China, una guerra de «Asia para Asia», destinada, según él, a «consolidar un gran nuevo mundo en el continente». Tagore le contestó que el concepto que tenía Noguchi de Asia iba a acabar «erigiéndose sobre una torre de cráneos» y que le deseaba «al pueblo japonés, al que amo, no éxito, sino remordimiento». Tres años después, Tagore escribía: «Somos un hatajo de gente desventurada, ¿de quién debemos tomar ejemplo? Los días de mirar a Japón se acabaron».

## Impacto y legado
Tagore fue reconocido en gran parte de Europa, América del Norte y Asia Oriental. Fue cofundador de la Dartington Hall School, una institución progresista de enseñanza mixta; en Japón, influyó en figuras como el premio Nobel Yasunari Kawabata. En Vietnam colonial Tagore fue una guía para el espíritu inquieto del escritor y publicista radical Nguyen An Ninh Las obras de Tagore fueron ampliamente traducidas al inglés, neerlandés, alemán, español y otros idiomas europeos por el indólogo checo Vincenc Lesný, el premio Nobel francés André Gide, la poetisa rusa Anna Akhmatova, el ex primer ministro turco Bülent Ecevit, y otros. En los Estados Unidos, los circuitos de conferencias de Tagore, especialmente los de 1916-1917, fueron muy concurridos y aclamados. Algunas controversias que implicaba a Tagore, posiblemente de manera ficticia, destrozó su popularidad y sus ventas en Japón y Norteamérica después de finales de la década de 1920, concluyendo con su "eclipse casi total" fuera de Bengala. Sin embargo, una reverencia latente hacia Tagore fue descubierta por un asombrado Salman Rushdie durante un viaje a Nicaragua.
A través de traducciones, Tagore influyó en los chilenos Pablo Neruda y Gabriela Mistral; en el escritor mexicano Octavio Paz; y en los españoles José Ortega y Gasset, Zenobia Camprubí y Juan Ramón Jiménez. En el periodo 1914-1922, la pareja Jiménez-Camprubí realizó veintidós traducciones al español del corpus inglés de Tagore; revisaron en profundidad La luna creciente y otros títulos clave. En estos años, Jiménez desarrolló la "poesía desnuda". Ortega y Gasset escribió que "el amplio atractivo de Tagore [se debe a que] habla de los anhelos de perfección que todos tenemos [...] Tagore despierta un sentido dormido de asombro infantil, y satura el aire con toda clase de promesas encantadoras para el lector, que [...] presta poca atención a la importancia más profunda del misticismo oriental". Las obras de Tagore circularon en ediciones libres hacia 1920, junto a las de Platón, Dante, Cervantes, Goethe y Tolstoi.
Algunos consideraban a Tagore sobrevalorado. Graham Greene dudaba de que "nadie más que el Sr. Yeats pueda seguir tomando sus poemas muy en serio". Varios destacados admiradores occidentales -entre ellos Pound y, en menor medida, incluso Yeats- criticaron la obra de Tagore. Yeats, poco impresionado por sus traducciones al inglés, arremetió contra ese "Maldito Tagore".